# The War Games
The War Games (Los juegos de guerra) es el séptimo y último serial de la sexta temporada de la serie británica de ciencia ficción Doctor Who, emitido originalmente en diez episodios semanales del 19 de abril al 21 de junio de 1969. Fue la última aparición regular de Patrick Troughton como el Segundo Doctor, así como de Wendy Padbury y Frazer Hines como los acompañantes Zoe Heriot y Jamie McCrimmon. Es la 50.ª historia de la serie, y el último serial de Doctor Who realizado en blanco y negro.

## Argumento
En un planeta alienígena, el Doctor descubre una diabólica trama para conquistar el universo, con soldados a quienes se ha abducido de la Tierra, lavado el cerebro y forzado a luchar en entornos que simulan periodos de la historia de donde fueron secuestrados. El objetivo de los alienígenas es producir un super ejército a partir de los supervivientes. Para este fin, les ha ayudado un renegado de la propia raza del Doctor, los Señores del Tiempo, que se llama a sí mismo el Jefe de Guerra.
Uniendo fuerzas con soldados rebeldes que han roto su control mental, el Doctor y sus acompañantes frustran el plan y detienen la lucha. Sin embargo, el Doctor admite que necesita la ayuda de los Señores del Tiempo para devolver a los soldados a sus propias épocas, y al hacerlo corre el riesgo de ser capturado por sus propios crímenes del pasado, incluyendo el robo de la TARDIS. Tras enviar el mensaje, sus acompañantes y él intentan evadir la captura, pero son atrapados.
Tras devolver a los soldados a la Tierra, los Señores del Tiempo borran de Zoe y Jamie los recuerdos de sus viajes con el Doctor y les devuelven al punto del tiempo inmediatamente anterior a su entrada en la TARDIS. Después, someten al Doctor a juicio por robar la TARDIS y violar la ley de no interferencia. El Doctor presenta una enérgica defensa citando sus muchas batallas contra los males del universo. Aceptando su defensa, los Señores del Tiempo anuncian que su castigo será el exilio a la Tierra. Borran de su memoria el conocimiento del manejo de la TARDIS y le obligan a "cambiar de apariencia".

### Continuidad
- Patrick Troughton volvería a interpretar al Segundo Doctor en The Three Doctors (1973), The Five Doctors (1983) y The Two Doctors (1985). En The Five Doctors expresa conocimientos de eventos del episodio final de este serial que sería imposible que conociera siendo el Segundo Doctor. En The Two Doctors, está en una misión para los Señores del Tiempo, algo que choca también con los eventos de este serial. Estos hechos han hecho surgir la teoría de la Temporada 6B, apoyada por la ausencia de la regeneración en pantalla.
- El Sexto Doctor volvería a ser puesto a juicio en The Trial of a Time Lord, al principio del cual se hace referencia a este juicio anterior.
- Las máquinas del tiempo diseñadas por el Jefe de Guerra que utilizan los Señores de la Guerra se llaman SIDRAT, una inversión del nombre TARDIS. Este nombre solo se usó en pantalla una vez en todo el serial,[1] y después solo de pasada en la novelización de 1979 de Malcolm Hulke se revelará que el acrónimo significa "Space and Inter-Dimensional Robot All-purpose Transporter" ("Transportador Espacial e Interdimensional Robótico Multiusos").
- En este serial se nombra por primera vez la raza del Doctor, los Señores del Tiempo. También se revelan los motivos que le hicieron partir y robar la TARDIS (aunque otros aspectos de su historia personal permanecen en el misterio).
- De nuevo se presenta el concepto de regeneración, aunque todavía sin su nombre. Los Señores del Tiempo se refieren a él simplemente como "cambio de apariencia". El proceso recibió su nombre definitivo en Planet of the Spiders (1974), asignándose el nombre retroactivamente a los dos cambios anteriores.
- En el primer episodio, el Segundo Doctor besa a Zoe en la frente.[2] Esta es la primera vez que el Doctor besa a uno de sus acompañantes.

## Producción
| Episodio          | Fecha de emisión    | Duración | Espectadores en millones | Estado en el archivo |
| ----------------- | ------------------- | -------- | ------------------------ | -------------------- |
| Episodio 1        | 19 de abril de 1969 | 25:00    | 5,5                      | Película de 16mm     |
| Episodio 2        | 26 de abril de 1969 | 25:00    | 6,3                      | Película de 16mm     |
| Episodio 3        | 3 de mayo de 1969   | 24:30    | 5,1                      | Película de 16mm     |
| Episodio 4        | 10 de mayo de 1969  | 23:30    | 5,7                      | Película de 16mm     |
| Episodio 5        | 17 de mayo de 1969  | 24:30    | 5,1                      | Película de 16mm     |
| Episodio 6        | 24 de mayo de 1969  | 22:53    | 4,2                      | Película de 16mm     |
| Episodio 7        | 31 de mayo de 1969  | 22:28    | 4,9                      | Película de 16mm     |
| Episodio 8        | 7 de junio de 1969  | 24:37    | 3,5                      | Película de 16mm     |
| Episodio 9        | 14 de junio de 1969 | 24:34    | 4,1                      | Película de 16mm     |
| Episodio 10       | 21 de junio de 1969 | 24:23    | 5,0                      | Película de 16mm     |
| [ 3 ] [ 4 ] [ 5 ] |                     |          |                          |                      |

Mientras la tripulación de la TARDIS intenta escapar de los Señores del Tiempo en el episodio 10, se utilizan fragmentos de The Web of Fear, Fury from the Deep y The Wheel in Space para mostrar la TARDIS en localizaciones supuestamente fuera del alcance de los Señores del Tiempo.